# Delta del Cigne
Delta del Cigne (δ Cygni) és una estrella a la constel·lació del Cigne.
Tradicionalment s'ha anomenat Rukh. Va ser Estel del Nord com a mínim durant quatre segles per allà 11.250 